# Cratere Poczobutt
Poczobutt è un grande cratere lunare  che è localizzato nella faccia nascosta della Luna. A nord-nordest c'è il cratere Smoluchowski. Il cratere Zsigmondy è situato a nordest, e Omar Khayyam è collocato nella parte ovest di Poczobutt.

## Caratteristiche
Poczobutt prende il nome da Marcin Poczobutt-Odlanicki, il suo scopritore. Molti dei crateri formatisi nei pressi di Poczobutt sono stati erosi dal cratere principale.

## Crateri correlati
Alcuni crateri minori situati in prossimità di Poczobutt sono convenzionalmente identificati, sulle mappe lunari, attraverso una lettera associata al nome.
| Poczobutt | Latitudine | Longitudine | Diametro |
| --------- | ---------- | ----------- | -------- |
| J         | 56.6° N    | 96.8° W     | 24 km    |
| R         | 56.0° N    | 103.5° W    | 39 km    |